# King Albert
| 전문가 평가 | 전문가 평가 |
| 평가 점수   | 평가 점수   |
| 출처        | 점수        |
| ----------- | ----------- |
| AllMusic    | [ 1 ]       |

《King Albert》는 1977년 토마토 레코드에 의해 발매된 미국의 블루스 음악가 알버트 킹의 스튜디오 음반이다. 싱글 〈Call My Job〉과 〈Chump Change〉는 《빌보드》 R&B 싱글 차트에서 각각 72위와 72위를 차지했다.

## 평가
올뮤직에서 톰 오웬스는 "《Albert》의 최하층에서 약간 떨어진 곳에서 돌아온 알버트 킹은 적어도 그의 명성을 만든 거칠고 영혼이 반영된 블루스에 충실한 기록인 《King Albert》를 전달했습니다. 물론, 음반의 사운드는 완전히 너무 세련되었지만, 공연에 진정한 근성이 있고, 〈You Upset Me Baby〉와 〈Good Time Charlie〉와 같은 일부 강한 노래가 있습니다. 그것은 일부 하드코어 팬들이 듣기에 충분할지 모르지만, 그들은 영감을 받은 순간들조차도 《King Albert》를 가치 있는 발표로 만들기에 충분하지 않다는 것을 미리 경고해야 합니다."

## 곡 목록
| #  | 제목                     | 작사·작곡                                        | 재생 시간 |
| -- | ------------------------ | ------------------------------------------------ | --------- |
| 1. | 〈Love Shock〉           | 리틀 소니                                        | 4:40      |
| 2. | 〈You Upset Me Baby〉    | 맥스웰 데이비스, 조 조세아, B.B. 킹, 줄스 타우브 | 4:15      |
| 3. | 〈Chump Change〉         | 에릭 모기슨, 배리 머피                           | 3:40      |
| 4. | 〈Let Me Rock You Easy〉 | 노마 토니                                        | 4:56      |
| 5. | 〈Boot Lace〉            | 돈 데이비스, 윌리엄 뮬러                         | 5:55      |
| 6. | 〈Love Mechanic〉        | 소니, 애런 윌리스                                | 4:01      |
| 7. | 〈Call My Job〉          | 디트로이트 주니어, 알 퍼킨스                     | 4:27      |
| 8. | 〈Good Time Charlie〉    | 길버트 캐플스, 데드릭 멀론, 윌리 스코필드        | 4:45      |